# آثار التأمل

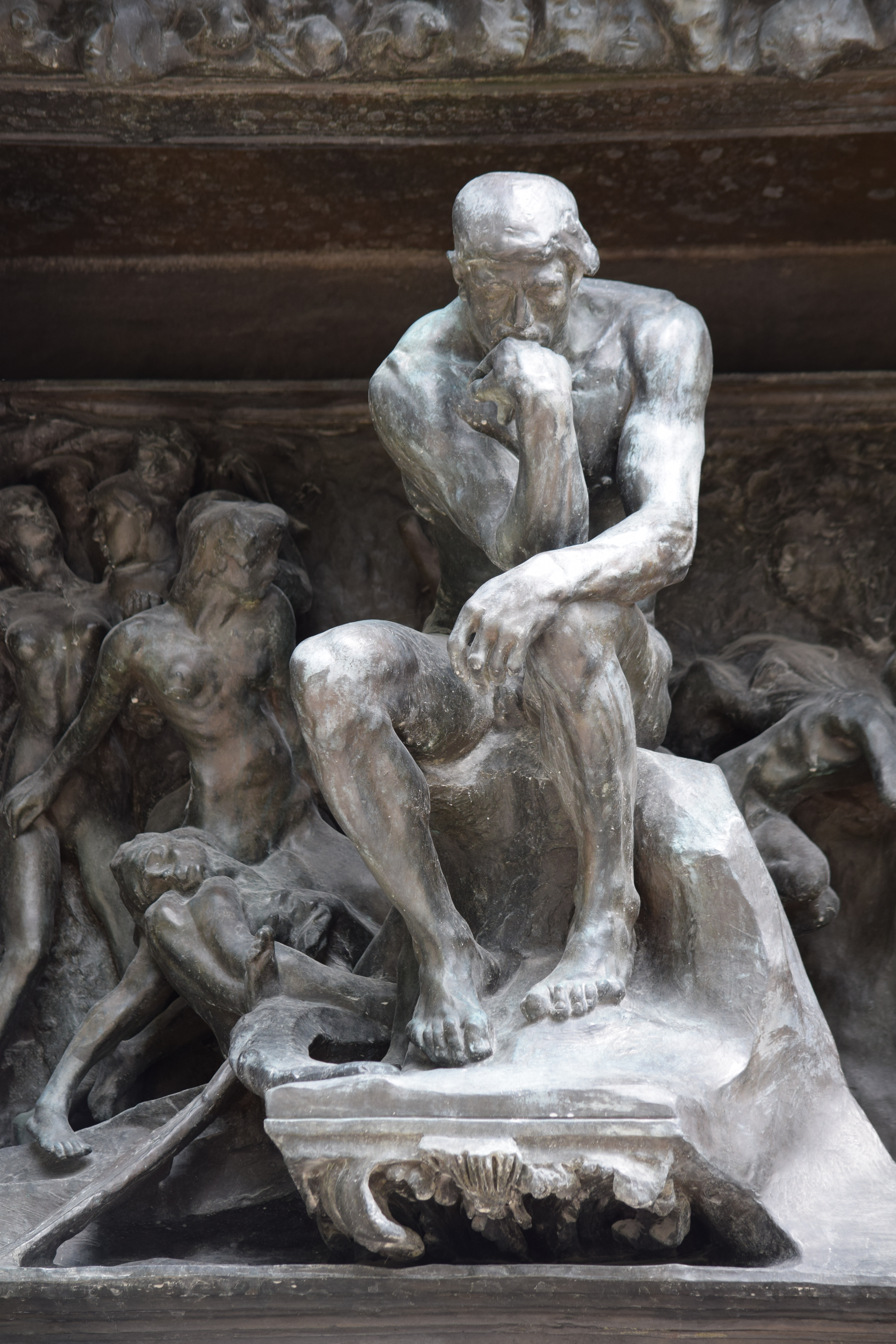
تمثال المفكر ويصور التمثال رجلاً متأملاً يتصارع في دخيلة نفسه مع أفكاره في متحف رودان

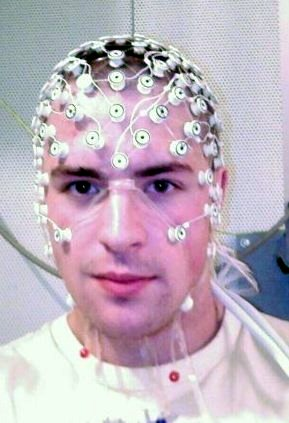
تم استخدام تخطيط كهربية الدماغ لأبحاث التأمل.

دُرِست الآثار النفسية والفسيولوجية للتأمل. في السنوات الأخيرة، اشتملت دراسات التأمل بشكل متزايد على استخدام الأدوات الحديثة، مثل التصوير بالرنين المغناطيسي الوظيفي وتخطيط كهربية الدماغ، القادرة على مراقبة فسيولوجيا الدماغ والنشاط العصبي في الكائنات الحية، إما أثناء عملية التأمل نفسها أو قبل التأمل وبعده. وبالتالي يمكن إنشاء العلاقات المتبادلة بين الممارسات التأملية وبنية الدماغ أو وظيفته.
منذ الخمسينيات من القرن الماضي، تم إجراء مئات الدراسات حول التأمل، ولكن العديد من الدراسات المبكرة كانت غير جديرة بالثقة وبالتالي أسفرت عن نتائج غير موثوقة. حاولت الدراسات المعاصرة معالجة العديد من هذه العيوب على أمل توجيه البحث الحالي إلى مسار أكثر إثمارًا. في عام 2013، حدد الباحثون في جامعة جونز هوبكنز، الذين نشروا في مجلة الجمعية الطبية الأمريكية، 47 دراسة مؤهلة لتكون جيدة التصميم وبالتالي موثوقة. بناءً على هذه الدراسات، توصلو إلى وجود دليل محدد على أن برامج التأمل يمكن أن تقلل من القلق والاكتئاب والألم، ولكن لا يوجد دليل على أنها أكثر فعالية من العلاجات النشطة مثل الأدوية أو التمارين الرياضية. كما حذرت مقالة رئيسية أخرى مراجعة للمقالات الأخرى من التضليل المحتمل وسوء تفسير البيانات المتعلقة بالموضوع.
تعتبر عملية التأمل وآثارها حقلاً فرعياً متنامياً في مجال البحث العصبي. تم استخدام التقنيات والأدوات العلمية الحديثة، مثل الرنين المغناطيسي الوظيفي ومخطط كهربية الدماغ، لدراسة كيفية تأثير التأمل المنتظم على الأفراد من خلال قياس التغيرات المختلفة في الدماغ.

## آثار تأمل اليقظة
وجدت دراسة سابقة بتكليف من الوكالة الأمريكية لأبحاث الرعاية الصحية والجودة أن تدخلات التأمل تقلل الأبعاد السلبية المتعددة للضغط النفسي. تُظهر المراجعات المنهجية والتحليلات الشمولية الأخرى أن تأمل اليقظة الذهنية له العديد من الفوائد الصحية العقلية مثل تقليل أعراض الاكتئاب، تحسينات في الحالة المزاجية، مقاومة الإجهاد، السيطرة على الانتباه. يبدو أيضًا أن تدخلات اليقظة لها تدخل مؤثر لإدارة الاكتئاب لدى الشباب.
تأمل اليقظة مفيد في إدارة التوتر، القلق، ويبدو أيضًا أنه فعال في علاج اضطرابات تعاطي المخدرات. تحليل شامل حديث بواسطة هينتون وآخرون عام 2016، بما في ذلك 30 تجربة مرتبة عشوائياً وجدت أدلة عالية الجودة لتحسين أعراض الاكتئاب. كما أظهرت دراسات مراجعة أخرى أن تأمل اليقظة يمكن أن يعزز الأداء النفسي للناجين من سرطان الثدي، وهو فعال للأشخاص الذين يعانون من اضطرابات الأكل، وقد يكون أيضًا فعالًا في علاج الاضطرابات العقلية.
أظهرت الدراسات أيضًا أن الاجترار والقلق يساهمان في الإصابة بالأمراض العقلية مثل الاكتئاب والهلع، والتدخلات القائمة على اليقظة فعالة في تقليل القلق. كما وتشير بعض الدراسات إلى أن تأمل اليقظة يساهم في إحساس أكثر إحكاماَ والشعور بالذات والهوية، من خلال النظر في عدة جوانب مثل الشعور بالمسؤولية والأصالة والرحمة والشخصية.

### آليات الدماغ
في عام 2011، أصدر المركز الوطني للصحة التكميلية والتكاملية (NCCIH) نتائج دراسة تم فيها التقاط صور بالرنين المغناطيسي لأدمغة 16 مشاركًا قبل أسبوعين وبعد انضمام المشاركين إلى برنامج التأمل اليقظ (MM) من قبل باحثين من مستشفى ماساتشوستسل العام، معهد بندر للتصوير العصبي في ألمانيا، وكلية الطب بجامعة ماساتشوستس. وخلص الباحثون إلى:
... قد تمثل هذه النتائج آلية دماغية أساسية مرتبطة بالتحسينات القائمة على اليقظة في الصحة العقلية.
يتضمن التأثير المسكن لتأمل اليقظة آليات دماغية متعددة بما في ذلك تنشيط القشرة الحزامية الأمامية وقشرة الفص الجبهي البطني. بالإضافة إلى ذلك، تزيد الفترات القصيرة من تدريب تأمل اليقظة من كمية المادة الرمادية في الحصين والفص الجداري. التغييرات العصبية الأخرى الناتجة عن تأمل اليقظة قد تزيد من كفاءة التحكم في الانتباه.
عُثِرَ على أنّ المشاركة في برامج تقليل الضغط القائم على العقلانية مرتبطة بانخفاض في كثافة المادة الرمادية اللوزية القاعدية اليمنى، وزيادة في تركيز المادة الرمادية داخل الحُصين الأيسر.

### التغييرات في الدماغ
يبدو أيضًا أن تأمل اليقظة يؤدي إلى تغييرات هيكلية ايجابية في الدماغ، على الرغم من الحاجة إلى إجراء المزيد من الأبحاث لأن معظم هذه الدراسات صغيرة وذات منهجية ضعيفة. وجدت إحدى الدراسات الحديثة زيادة كبيرة في سُمك القشرة لدى الأفراد الذين خضعوا لبرنامج تدريبي قصير (ثمانية أسابيع) الحد من الإجهاد القائم على اليقظة وأن هذه الزيادة اقترنت بانخفاض كبير في العديد من المؤشرات النفسية المتعلقة بالقلق وقلق الحالة والاكتئاب. تصف دراسة أخرى كيف تستهدف التدخلات القائمة على اليقظة الآليات الإدراكية العصبية للإدمان في ربط وتقييم الانتباه والعاطفة. تحليل شامل بواسطة فوكس وآخرون (2014). باستخدام نتائج 21 دراسة تصوير دماغي وجدت اختلافات ثابتة في منطقة قشرة الفص الجبهي ومناطق الدماغ الأخرى المرتبطة بوعي الجسم. من حيث حجم التأثير، تم تصنيف التأثير المتوسط على أنه معتدل. (كوهين د = 0.46) ومع ذلك، يجب تفسير النتائج بحذر لأن مخططات القمع تشير إلى أن تحيز النشر يمثل مشكلة في أبحاث التأمل. متابعة بواسطة فوكس وآخرون (2016). باستخدام 78 دراسة وظيفية للتصوير العصبي تشير إلى أن أنماط التأمل المختلفة مرتبطة بشكل موثوق بأنشطة الدماغ المختلفة. عادة ما يصاحب التنشيط في بعض مناطق الدماغ تعطيل في مناطق أخرى. تشير هذه النتيجة إلى أن أبحاث التأمل يجب أن تركز على مقارنة الممارسات من نفس نمط التأمل، على سبيل المثال، لا يمكن مقارنة نتائج الدراسات التي تبحث في طرق الانتباه المركزة بنتائج أساليب المراقبة المفتوحة.

### الانتباه واليقظة

#### شبكات الانتباه والتأمل اليقظ
تسلط المفاهيم النفسية والبوذية لليقظة الضوء على الوعي والانتباه كمكوّنين أساسيين، حيث يمكن تنمية مستويات اليقظة الذهنية من خلال ممارسة التأمل اليقظ. يعد تأمل الانتباه المركّز (FAM) وتأمل المراقبة المفتوحة (OMM) نوعين متميزين من تأمل اليقظة الذهنية؛ يشير FAM إلى ممارسة الحفاظ على التركيز باهتمام على كائن واحد، في حين أن OMM هي تطور الوعي العام بمحيط المرء أثناء تنظيم الأفكار.
عادةً ما يتم ممارسة تأمل الانتباه المركّز أولاً لزيادة القدرة على تعزيز الاستقرار المتعمد والوعي بالحالات العقلية بهدف الانتقال إلى ممارسة تأمل المراقبة المفتوحة التي تؤكد على القدرة على مراقبة التغييرات لحظة بلحظة في التجربة، دون تركيز من الاهتمام للحفاظ عليها. قد يؤدي التأمل اليقظ إلى مزيد من المرونة الإدراكية.
في دراسة عشوائية ذات شواهد نشطة اكتملت في عام 2019، أظهر المشاركون الذين مارسوا تأمل اليقظة تحسنًا أكبر في الوعي والانتباه مقارنة بالمشاركين في حالة التحكم النشط. لقد ثبت أن قوة التذبذب العصبي لموجة ألفا (التي ترتبط عادةً بحالة الاستراحة التنبيهية) تزداد من خلال اليقظة في كل من الأشخاص الأصحاء والمرضى.

#### أدلة على التحسينات في ثلاثة مجالات الانتباه

##### انتباه متواصل
تتعلق مهام الانتباه المستمر باليقظة والاستعداد الذي يساعد على إكمال هدف مهمة معين. أظهر البحث النفسي في العلاقة بين التأمل اليقظ وشبكة الانتباه المستمر ما يلي:
- أظهر متأمّلوا اليقظة الذهنية أداءً فائقًا عندما كان التحفيز المراد اكتشافه في مهمة ما غير متوقع، مقارنة بالوقت المتوقع. يشير هذا إلى أن موارد الانتباه كانت متاحة بسهولة أكبر من أجل أداء جيد في المهمة. كان هذا على الرغم من عدم تلقي تلميح بصري للمساعدة في الأداء (Valentine & Sweet، 1999).
- في مهمة الأداء المستمر،[43] عُثِرَ على ارتباط بين ارتفاع مستوى اليقظة الذهنية والاستمرار في الحفاظ على الانتباه المستمر.
- في دراسة تخطيط كهربية الدماغ، تم تقليل تأثير وميض الانتباه، وانخفض مدى مكون تخطيط موارد المشاريع P3b في مجموعة من المشاركين الذين أكملوا تراجع اليقظة.[44] يرتبط حدوث انخفاض تأثير الوميض المتعمد بزيادة في إمكانية اكتشاف الهدف الثاني. قد يكون هذا بسبب قدرة أكبر على تخصيص موارد الانتباه لاكتشاف الهدف الثاني، الذي ينعكس في مدى P3b مخفضة.
- قد تنعكس أيضًا درجة أكبر من موارد الانتباه في أوقات الاستجابة الأسرع في أداء المهام، كما وجد للمشاركين ذوي المستويات الأعلى من تجربة اليقظة الذهنية.[45]

##### الانتباه الانتقائي
- الانتباه الانتقائي كما هو مرتبط بشبكة التوجيه، يشارك في اختيار المحفزات ذات الصلة للحضور.
- عُثِرَ على الأداء في القدرة على الحد من الانتباه إلى المدخلات الحسية المحتملة (أي الانتباه الانتقائي) ليكون أعلى بعد الانتهاء من دورة الحد من الإجهاد القائم على اليقظة لمدة ثمانية أسابيع، مقارنة بمجموعة التراجع والمراقبة لمدة شهر واحد (بدون تدريب اليقظة).[45] مهمة ANT هي مهمة عامة قابلة للتطبيق مصممة لاختبار شبكات الانتباه الثلاث، حيث يُطلب من المشاركين تحديد اتجاه السهم المركزي على شاشة الكمبيوتر.[46] تم حساب الكفاءة في التوجيه الذي يمثل القدرة على حضور المنبهات بشكل انتقائي من خلال فحص التغييرات في وقت رد الفعل المصاحب للإشارات التي تشير إلى مكان حدوث الهدف بالنسبة إلى مساعدة عدم وجود إشارات.
- عُثِرَ على أن تجربة التأمل مرتبطة سلبًا بأوقات رد الفعل في مهمة إركسن فلانكر لقياس الاستجابات للأرقام العالمية والمحلية. وقد لوحظت نتائج مماثلة للارتباطات بين تجربة اليقظة الذهنية في نتيجة توجيهية لأوقات الاستجابة مأخوذة من أداء مهمة شبكة الانتباه.[47]
- المشاركون الذين شاركوا في تمرين التأمل في التنفس كان أدائهم بشكل أفضل في مهمة اللفظ المقلوب وأفادوا بتركيز أكبر على هذه المهمة مقارنةً بأولئك الذين لم يخضعوا لهذا التمرين.[48]

##### انتباه التحكم التنفيذي
- يشمل انتباه التحكم التنفيذي وظائف منع المعالجة الواعية للمعلومات المشتتة للانتباه. في سياق التأمل اليقظ، تتعلق المعلومات المشتتة للانتباه بالأحداث العقلية التي تشد الانتباه مثل الأفكار المتعلقة بالمستقبل أو الماضي.[40]
- أبلغت أكثر من دراسة عن نتائج انخفاض تأثير ستروب بعد تدريب التأمل اليقظ.[41][49][50] يعمل تأثير ستروب على فهرسة التداخل الناتج عن طباعة الكلمات بالألوان التي تختلف عن المعنى الدلالي للقراءة، مثل اللون الأخضر المطبوع باللون الأحمر. ومع ذلك، لم يتم العثور على نتائج هذه المهمة باستمرار.[51][52] على سبيل المثال، قد يختلف الحد من الإجهاد القائم على اليقظة عن مدى وعي الشخص بالنسبة لشخص يتمتع بالفعل بدرجة عالية من اليقظة الذهنية.[33]
- باستخدام مهمة شبكة الانتباه (نسخة من مهمة إركسن فلانكر)،[46] وجد أن درجات الخطأ التي تشير إلى أداء التحكم التنفيذي قد تم تخفيضها في المتأملين ذوي الخبرة،[45] وبعد برنامج تدريبي قصير من خمس جلسات لليقظة الذهنية.[49]
- تدعم دراسة تصوير الأعصاب نتائج البحوث السلوكية التي تشير إلى أن المستويات الأعلى من اليقظة الذهنية مرتبطة بكفاءة أكبر لمنع المعلومات المشتتة للانتباه. كما تم عرض تنشيط أكبر للقشرة الحزامية الأمامية المنقارية (ACC) لمتأملي اليقظة الذهنية أكثر من الضوابط المتطابقة.[53]
- كان أداء المشاركين الذين لديهم 6 سنوات على الأقل من الخبرة في التأمل أفضل في اختبار ستروب مقارنة بالمشاركين الذين لم يكن لديهم خبرة في التأمل.[54] كان لدى مجموعة المتأملين أيضًا أوقات رد فعل أقل خلال هذا الاختبار مقارنة بمجموعة غير المتأملين.[54]
- بعد اختبار ستروب، تم العثور على سعة مخفضة لمكون تخطيط موارد المشاريع P3 لمجموعة التأمل بالنسبة للمشاركين الضابطين. تم أخذ هذا للإشارة إلى أن التأمل اليقظ يحسن وظائف التحكم التنفيذية في الانتباه. لوحظ أيضًا زيادة في السعة في مكون تخطيط موارد المشاريع N2 في مجموعة تأمل اليقظة، والتي يُعتقد أنها تعكس تمييزًا إدراكيًا أكثر كفاءة في المراحل المبكرة من المعالجة الإدراكية.[55]

### تنظيم العاطفة واليقظة
تظهر الأبحاث أن ممارسات التأمل تؤدي إلى قدرات تنظيم عاطفي أكبر. يمكن أن يساعد اليقظة الناس على أن يصبحوا أكثر وعيًا بالأفكار في الوقت الحاضر، ويؤدي هذا الوعي الذاتي المتزايد إلى معالجة أفضل والتحكم في استجابات الفرد للمحيط أو الظروف. تشمل الآثار الإيجابية لهذا الوعي المتزايد إحساسًا أكبر بالتعاطف مع الآخرين، وزيادة في أنماط التفكير الإيجابية، وتقليل القلق. كما تم العثور على انخفاض في الاجترار بعد ممارسة التأمل اليقظ، مما يساهم في تنمية التفكير الإيجابي والرفاهية العاطفية.

#### دليل على نتائج تنظيم اليقظة والعاطفة
يمكن قياس التفاعل العاطفي وانعكاسه في مناطق الدماغ المتعلقة بإنتاج المشاعر. يمكن أن ينعكس أيضًا في اختبارات الأداء الانتباه، والتي تتم فهرستها في الأداء الضعيف في المهام المتعلقة بالانتباه. يمكن أن يؤدي تنظيم التفاعل العاطفي على النحو الذي بدأته قدرات التحكم في الانتباه إلى فرض ضرائب على الأداء، حيث إن الموارد الموجهة محدودة.
- أظهر المرضى الذين يعانون من اضطراب القلق الاجتماعي (SAD) انخفاضًا في تنشيط اللوزة استجابةً للمعتقدات الذاتية السلبية بعد برنامج تدخل الحد من الإجهاد القائم على اليقظة الذي يتضمن ممارسة التأمل اليقظ.[61]
- يشير مكون تخطيط موارد المشاريع LPP إلى الإثارة وهو أكبر في السعة للمنبهات البارزة عاطفياً بالنسبة إلى المحايد.[62][63][64] أظهر الأفراد الأعلى في اليقظة الذهنية للسمات استجابات أقل لـ LPP للصور غير السارة ذات الإثارة العالية. تشير هذه النتائج إلى أن الأفراد الذين يتمتعون بسمات عالية من اليقظة كانوا أكثر قدرة على تنظيم التفاعل العاطفي للمنبهات العاطفية.[65]
- أظهر المشاركون الذين أكملوا برنامجًا تدريبيًا لليقظة الذهنية لمدة سبعة أسابيع انخفاضًا في مقياس التداخل العاطفي (يُقاس بأوقات استجابات أبطأ بعد عرض المشاعر بالنسبة للصور المحايدة). هذا يشير إلى انخفاض في التدخل العاطفي.[66]
- بعد تدخل الحد من الإجهاد القائم على اليقظة، تم العثور على انخفاض في شدة أعراض القلق الاجتماعي، وكذلك الزيادات في الارتباطات العصبية القشرة الجدارية الثنائية. يُعتقد أن هذا يعكس التوظيف المتزايد لقدرات التحكم في الانتباه المثبطة لتنظيم العواطف.[67][68]
- أظهر المشاركون الذين شاركوا في تأمل التركيز العاطفي والتأمل التنفسي استجابة عاطفية متأخرة لمحفزات الأفلام ذات القيمة السلبية مقارنة بالمشاركين الذين لم يشاركوا في أي نوع من التأمل.[69]

#### الخلافات في تنظيم المشاعر اليقظة
تتم مناقشة ما إذا كانت مناطق التحكم التنفيذي من أعلى إلى أسفل مثل قشرة الفص الجبهي الظهرية (DLPFC)، مطلوبة أم لا لتثبيط تفاعل تنشيط اللوزة المرتبط بإنتاج الاستجابات العاطفية المستحثة. يمكن القول إن الزيادة الأولية في تنشيط مناطق التحكم التنفيذي التي تم تطويرها أثناء تدريب اليقظة الذهنية قد تقل مع زيادة خبرة اليقظة.

### الحد من التوتر
أظهرت الأبحاث أن تقليل التوتر مفيد في زيادة العقلانية. اختبرت دراسة أجريت عام 2019 آثار التأمل على الصحة النفسية وضغوط العمل وضغط الدم للموظفين العاملين في المملكة المتحدة. تم توجيه مجموعة من المشاركين للتأمل مرة واحدة يوميًا باستخدام تطبيق اليقظة الذهنية على هواتفهم الذكية، بينما لم تشارك المجموعة المنسقة في التأمل. تم أخذ قياسات الرفاه والتوتر والدعم المتصور في مكان العمل لكلا المجموعتين قبل التدخل ثم مرة أخرى بعد أربعة أشهر. بناءً على استبيانات التقرير الذاتي، أظهر المشاركون الذين شاركوا في التأمل زيادة كبيرة في الرفاه النفسي والدعم المتصور في مكان العمل. أفاد المتأمّلون أيضًا بانخفاض ملحوظ في مستويات القلق والتوتر.
تظهر أبحاث أخرى انخفاض مستويات التوتر لدى الأشخاص الذين يمارسون التأمل بعد فترات زمنية أقصر أيضًا. عُثر على دليل على انخفاض كبير في التوتر بعد ثلاثة أسابيع فقط من التأمل. يمكن لجلسات التأمل اليومية القصيرة أن تغير استجابة الفرد السلوكية للضغوط، وتحسين آليات التأقلم وتقليل التأثير الضار الناجم عن الإجهاد. فحصت دراسة من عام 2016 القلق والحالات العاطفية للمتأملين الساذجين قبل وبعد تراجع التأمل لمدة سبعة أيام في تايلاند. أظهرت النتائج انخفاضًا كبيرًا في الإجهاد المتصور بعد تراجع التأمل البوذي التقليدي.

### الأرق والنوم
غالبًا ما يرتبط الأرق المزمن بفرط القلق والإحباط بسبب عدم القدرة على النوم. لقد ثبت أن اليقظة تقلل الأرق وتحسن نوعية النوم، على الرغم من أن التدابير المبلغ عنها ذاتيًا تظهر آثارًا أكبر من التدابير الموضوعية.

### الاتجاهات المستقبلية
يعتمد جزء كبير من أبحاث اليقظة على التكنولوجيا. مع استمرار تطوير التكنولوجيا الجديدة، ستصبح تقنيات التصوير الجديدة مفيدة في هذا المجال. قد يعطي الرنين المغناطيسي الوظيفي في الوقت الحقيقي ملاحظات فورية ويوجه المشاركين من خلال البرامج. يمكن أيضًا استخدامه لتدريب وتقييم الحالات العقلية بسهولة أكبر أثناء التأمل نفسه.

## تأثيرات أنواع أخرى من التأملل

### تأمل القلوب
تأمل القلب هو ممارسة تأمل يتمحور حول القلب. الفكرة وراء تأمل القلوب هي التواصل مع أنفسنا وخلق تجربة تجلب لنا إحساسًا بالسلام والهدوء. تتضمن هذه العملية غالبًا الجلوس بهدوء وضبط قلبك. عندما يشرد عقلك، يجب أن تعيد تركيزك إلى ضبط قلبك. أظهرت الأبحاث حول تأمل القلوب أنه يحسن نوعية النوم، ويقلل من الإرهاق، ويقلل من التوتر.

#### الدماغ والقلب والجهاز العصبي
أظهرت دراسة نشرها المعهد الوطني الهندي للصحة العقلية وعلوم الأعصاب باستخدام تخطيط كهربية الدماغ عالي الكثافة انتشار موجات جاما القذالية المحسنة بين المتأملين ذوي الخبرة في القلب. يُعتقد أن موجات جاما مرتبطة بالوضوح الإدراكي، والوعي، والعواطف، والتنظيم العاطفي وزيادة التركيز.
وجد باحثون من تايوان وبلجيكا في دراسة تعاونية باستخدام تحليل طيف القدرة أن تأمل القلب يزيد من التعديل الودي وانعكاس الضغط. كما وجد بحث أجراه المعهد الهندي للتكنولوجيا في دلهي ومستشفى ماكس سوبر التخصصي أن تأمل القلب يعمل على تحسين توازن العواطف وتقلب معدل ضربات القلب.

#### الصحة العامة والعافية
أشارت الدراسات البحثية في مستشفى ويلسبان يورك ‏ إلى أن تأمل القلب يؤثر على طول التيلوميرات لدى الشباب (الذين تتراوح أعمارهم بين 24 و33 عامًا). تمت الإشارة إلى التوزيع العشوائي غير الكافي للعينة كعامل محتمل يعيق التمثيل الأوسع للتأثير عبر جميع الفئات العمرية في العينة. يبدو أن اختبار ما قبل اللاحق بدون مجموعات تحكم، والذي تم إجراؤه مع ثمانية أسابيع من تأمل القلب، يشير إلى تأثير ملحوظ لتأمل القلوب على نوعية النوم بين مجموعة من الأفراد الذين يعانون من الأرق المزمن. وجد البحث أنه بعد فترة الثمانية أسابيع، تخلت غالبية المجموعة عن المهدئات/المنومات (75%) أو خفضت جرعاتها (12.5%).
تشير دراسات أولية أخرى إلى أن تأمل القلب قد يلعب دورًا في تحسين إدارة العافية العاطفية وتقليل الشعور بالوحدة وتحسين نوعية النوم وتقليل الإرهاق.

### بصيرة التأمل (فيباسانا)
تأمل فيباسانا هو أحد مكونات الممارسة البوذية. قام كل من فرا تاويبونج إنونجساكول وسامباث كومار من جامعة ميسوري بدراسة آثار هذا التأمل على 120 طالبًا من خلال قياس الزيادة المرتبطة في سمك القشرة في الدماغ. نتائج هذه الدراسة غير حاسمة. يؤدي تأمل فيباسانا إلى أكثر من مجرد اليقظة الذهنية، ولكن وجد أنه يقلل من التوتر ويزيد من الرفاهية والعطف مع الذات. تم العثور على هذه التأثيرات لتكون أقوى على المدى القصير، ولكن لا يزال لها تأثير كبير نسبيًا بعد ستة أشهر. في دراسة أجراها سزكيريس وفيرثيم (2014)، وجدوا أن الإجهاد هو الفئة التي يبدو أنها تحتوي على أكبر قدر من الانحدار، لكن الآخرين احتووا على انتشار أعلى مقارنة بالدرجات الأصلية للمشاركين التي أعطيت قبل الشروع في تأمل فيباسانا. بشكل عام، وفقًا للتقارير الذاتية، يمكن أن يكون لفيباسانا تأثيرات قصيرة وطويلة المدى على الفرد.
يبدو أن دراسات مخطط كهربية الدماغ على متأملي فيباسانا تشير إلى زيادة كبيرة في إيقاعات جاما الجدارية القذالية لدى المتأملين ذوي الخبرة (35-45)هرتز. في دراسة أخرى أجراها المعهد الوطني للصحة العقلية وعلوم الأعصاب على متأملين فيباسانا، وجد الباحثون قراءات مرتبطة بتحسين المعالجة المعرفية بعد جلسة من التأمل، مع اختلاف واضح ومتدرج في القراءات بين المتأملين المبتدئين والمتأملين ذوي الخبرة.
من المكونات الأساسية لنهج وساطة فيباسانا التركيز على الوعي، والإشارة إلى الأحاسيس الجسدية والحالة النفسية. في دراسة أجراها تسنغ وآخرون (2013)، تم وصف الوعي بأنه الاعتراف بالوعي الذي يراقب جميع جوانب البيئة. يميز هذا التعريف مفهوم الوعي عن اليقظة. التركيز على الوعي، والطريقة التي يساعد بها في مراقبة المشاعر، هي فريدة من نوعها لهذه الممارسة التأملية.

### يوجا كونداليني
أثبتت يوجا كونداليني أنها تزيد من الوقاية من التدهور المعرفي وتقييم استجابة المؤشرات الحيوية للعلاج، وبالتالي تسليط الضوء على الآليات الأساسية للارتباط بين يوجا كونداليني والضعف الإدراكي. بالنسبة للدراسة، كان 81 مشاركًا تبلغ أعمارهم 55 عامًا أو أكثر ممن لديهم شكاوى ذاتية في الذاكرة واستوفوا معايير الضعف الإدراكي المعتدل، المشار إليها بمجموع 0.5 على مقياس تصنيف الخرف السريري. أظهرت النتائج أنه في 12 أسبوعًا، أظهرت كل من مجموعة اليوجا تحسنًا ملحوظًا في ذاكرة الاسترجاع والذاكرة البصرية وأظهرت تحسنًا ملحوظًا ومستدامًا في الذاكرة حتى فترة المتابعة التي استمرت 24 أسبوعًا، وأظهرت مجموعة اليوجا تحسنًا كبيرًا في الطلاقة اللفظية والاستمرار. تحسينات كبيرة في الأداء التنفيذي في الأسبوع 24. بالإضافة إلى ذلك، أظهرت مجموعة اليوجا تحسنًا كبيرًا في أعراض الاكتئاب واللامبالاة والمرونة من الإجهاد العاطفي. قدم هذا البحث هيلين لافريتسكي، دكتوراه في الطب وزملاؤها. في دراسة أخرى، لم تظهر يوجا كونداليني فعالية كبيرة في علاج اضطرابات الوسواس القهري مقارنة بالاسترخاء/التأمل.

### يوجا السهاجة والصمت الذهني
يعتبر تأمل يوجا السهاجة بمثابة تأمل للصمت العقلي، وقد ثبت أنه يرتبط بخصائص، وموجة الدماغ. أدت إحدى الدراسات إلى اقتراحات مفادها أن تأمل سهاجة يتضمن «إيقاف تشغيل» شبكات الدماغ غير ذات الصلة للحفاظ على تركيز الانتباه الداخلي وتثبيط المعلومات غير الملائمة. يبدو أن المتأملين في سهاجة يستفيدون من انخفاض الاكتئاب، وسجلوا أعلى من المجموعة الضابطة للرفاهية العاطفية وتدابير الصحة العقلية في تصنيفات الاستبيان الصحي ذو النموذج القصير 36 (SF-36).
قارنت دراسة بين ممارسي تأمل يوجا السهاجة مع مجموعة من غير المتأملين يقومون بتمرين استرخاء بسيط، وقاست انخفاضًا في درجة حرارة الجلد لدى المتأملين مقارنة بارتفاع درجة حرارة الجلد لدى غير المتأملين أثناء استرخائهم. وأشار الباحثون إلى أن جميع دراسات التأمل الأخرى التي لاحظت درجة حرارة الجلد سجلت زيادات ولم يسجل أي منها انخفاضًا في درجة حرارة الجلد. يشير هذا إلى أن تأمل يوجا السهاجة، باعتباره نهجًا للصمت العقلي، قد يختلف من الناحية التجريبية والفسيولوجية عن الاسترخاء البسيط.

### التأمل التجاوزي

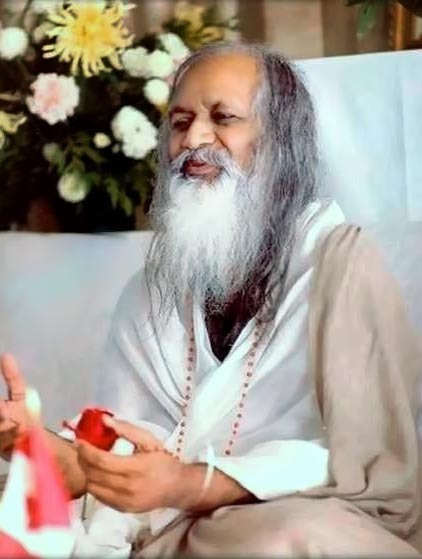
مهاريشي ماهيش يوغي مبتكر تقنية التأمل التجاوزي في الهند.

أو يقصد به حركة التأمل المتسامي أو حركة التأمل التجاوزي. التقنية والحركة ظهرتا في الهند على يد مهاريشي ماهش يوغي أواسط خمسينات القرن العشرين.
أجريت الدراسات البحثية الأولى عن التأمل التجاوزي اوالتأمل المتسامي في جامعة كاليفورنيا وجامعة هارفارد ونشرت في مجلة العلوم والمجلة الأمريكية لعلم وظائف الأعضاء في عامي 1970 و1971. ومع ذلك، كان الكثير من الأبحاث ذات جودة رديئة، بما في ذلك مخاطر عالية للتحيز بسبب ارتباط الباحثين بمنظمة التأمل التجاوزي واختيار الأشخاص الذين لديهم رأي إيجابي في التأمل التجاوزي. لم تجد المراجعات المنهجية المستقلة فوائد صحية للتأمل التجاوزي تفوق فوائد الاسترخاء والتثقيف الصحي. وصف بيان صدر عام 2013 عن جمعية القلب الأمريكية الدليل الذي يدعم التأمل التجاوزي كعلاج لارتفاع ضغط الدم على أنه المستوى IIB، مما يعني أن التأمل التجاوزي «يمكن اعتباره في الممارسة السريرية» ولكن فعاليته «غير معروفة/غير واضحة/غير مؤكدة أو غير مثبتة جيدًا».[اقتباس من غير مصدر]
في دراسة أخرى، أثبت التأمل التجاوزي أنه يمكن مقارنته مع أنواع أخرى من علاجات الاسترخاء في تقليل القلق. أظهر ممارسو التأمل التجاوزي تخفيضًا هيرتز واحدًا في تردد موجة ألفا في مخطط كهربية الدماغ بالنسبة إلى الضوابط.

## البحث عن أنواع غير محددة أو متعددة من التأمل

### نشاط المخ

تم العثور على تقوية الذنب في المتأملين واليوغيين.

عُثِرَ على القشرة الحزامية الأمامية والخلفية الإنسية لتعطل نسبيًا أثناء التأمل من قبل المتأملين ذوي الخبرة الذين يستخدمون التركيز والحنان والتأمل غير المختار للوعي. بالإضافة إلى ذلك، وجد أن المتأملين ذوي الخبرة لديهم اقتران أقوى بين الحزامية الخلفية، والحزامية الأمامية الظهرية، والقشور الأمامية الجبهية الظهرية عند التأمل وعند عدم التأمل. بمرور الوقت، يمكن أن يؤدي التأمل في الواقع إلى زيادة تكامل كل من المادة الرمادية والبيضاء. تعمل الكمية المضافة من المادة الرمادية الموجودة في جذع الدماغ بعد التأمل على تحسين الاتصال بين القشرة وجميع المناطق الأخرى داخل الدماغ. غالبًا ما يحفز التأمل شبكة كبيرة من المناطق القشرية بما في ذلك المناطق الأمامية والجدارية والفص القذالي الجانبي والقشرة الجزرية والنواة المهادية والعقد القاعدية ومنطقة المخيخ في الدماغ. ترتبط هذه الأجزاء من الدماغ بالانتباه والشبكة الافتراضية للدماغ المرتبطة بأحلام النهار.
بالإضافة إلى ذلك، وجد أن كل من التأمل واليوجا لهما تأثيرات على الدماغ، وتحديداً الذنب. تم إظهار تقوية الذنب في المتأملين وكذلك اليوغيين. من المحتمل أن يكون الارتباط المتزايد للمذنب مسؤولاً عن تحسين الرفاهية المرتبط باليوغا والتأمل.

### التغييرات في الدماغ والمرونة العصبية
لقد ثبت أن التأمل يغير تراكيز المادة الرمادية والطلاء الطليلي.
تسببت دورة الإجهاد القائم على اليقظة لمدة ثمانية أسابيع في حدوث تغييرات في تركيزات المادة الرمادية. حددت تحليلات الدماغ الكاملة الاستكشافية زيادات كبيرة في تركيز المادة الرمادية في PCC وTPJ والمخيخ. تشير هذه النتائج إلى أن المشاركة في الحد من الإجهاد القائم على اليقظة مرتبطة بالتغيرات في تركيز المادة الرمادية في مناطق الدماغ المشاركة في عمليات التعلم والذاكرة، وتنظيم المشاعر، والمعالجة المرجعية الذاتية، وأخذ المنظور. لقد وجدت الدراسات أن ممارسة التأمل المنتظمة تزيد من عامل التغذية العصبية المستمد من الدماغ (بروتين BDNF) في الدماغ وتحسن الصحة الخلوية، وتقلل من معدل الشيخوخة داخل الخلايا، وتقلل من تسوس المادة الرمادية في الدماغ مما يجعل من الممكن زيادة المرونة العصبية على مدى فترات زمنية أطول. تم ربط التأمل بمستويات أعلى من المرونة الإدراكية وقدرة أكبر على التعرف على التقييمات والوظائف المعرفية. تشير الدراسات الحديثة إلى أن التأمل يمكن أن يزيد من كمية المادة الرمادية في النخاع المستطيل الموجود في جذع الدماغ مما يؤدي إلى انخفاض الإثارة عند التعامل مع المواقف غير السارة ومستويات أعلى من النشاط في المناطق القشرية العليا للدماغ والجزرة. أظهر التأمل زيادة النشاط في القشرة الحزامية الأمامية (ACC) وتعزيز التواصل من القشرة الحزامية الأمامية إلى بقية الدماغ مما يؤدي إلى قدرة أفضل على تقييم المهام المعرفية وحلها. أظهرت الدراسات أن التأمل يزيد فعليًا من كمية المادة البيضاء داخل أجزاء الدماغ التي تساعد في التنظيم والسلوك الذاتي.

### الانتباه/ شرود الذهن
تم العثور على التأمل لتقليل شرود الذهن ويسمح للدماغ بالتركيز بشكل كامل على المهام الصعبة لفترات أطول من الوقت دون تشتيت الانتباه. ويرجع ذلك إلى زيادة القدرة على تقليل النشاط في شبكة الوضع الافتراضي عند التركيز على مهمة معينة. يمكن لأشكال التأمل غير التوجيهية حيث يسمح المتأمل لعقله بالتجول بحرية يمكن أن تنتج مستويات أعلى من النشاط في شبكة الوضع الافتراضي عند مقارنتها بحالة الراحة أو وجود الدماغ في مكان محايد. تسمح هذه الأشكال غير التوجيهية من التأمل للمتأملين بتحكم أفضل في الأفكار أثناء الأنشطة اليومية أو عند التركيز على مهمة محددة بسبب انخفاض الإحباط في عملية شرود العقل. عند تكليفه بمهمة محددة، يمكن أن يسمح التأمل باستجابة أسرع للمحفزات البيئية المتغيرة. يمكن أن يسمح التأمل للدماغ بتقليل الانتباه إلى الاستجابات غير المرغوب فيها للمنبهات البيئية غير ذات الصلة ويقلل من تأثير ستروب. أظهر أولئك الذين يمارسون التأمل بشكل منتظم مزيدًا من التحكم في ما يركزون انتباههم عليه مع الحفاظ على وعيهم التام بما يدور حولهم. لقد ثبت أن المتأملين ذوي الخبرة يتمتعون بقدرة متزايدة عندما يتعلق الأمر بمراقبة الصراع، ويجدون أنه من الأسهل التبديل بين المحفزات المتنافسة. أولئك الذين يمارسون التأمل يواجهون زيادة في موارد الانتباه في الدماغ وممارسة التأمل الثابتة يمكن أن تؤدي إلى تقليل طرفة العين بسبب انخفاض المجهود العقلي عند تحديد المحفزات المهمة.

### الإدراك الحسي
أظهرت الدراسات أن التأمل له تأثيرات قصيرة المدى وطويلة المدى على مختلف كليات الإدراك الحسي. في عام 1984، أظهرت دراسة أن المتأملين لديهم عتبة اكتشاف أقل بكثير لمنبهات الضوء لفترة قصيرة. في عام 2000، أظهرت دراسة عن إدراك أساتذة زين والمتأملين المبتدئين وغير المتأملين للأوهام البصرية آثارًا ذات دلالة إحصائية وُجِدت في وهم بوغندورف ولكن ليس لوهم مولر-لاير. شهد أساتذة زين انخفاضًا ذا دلالة إحصائية في الوهم الأولي (يقاس بالخطأ بالمليمترات) وانخفاضًا أقل في الوهم للتجارب اللاحقة. وصف تلوزينسكي نظرية الآلية الكامنة وراء التغييرات في الإدراك التي تصاحب تأمل اليقظة، وبالتالي: «الشخص الذي يتأمل يدرك الأشياء على أنها محفزات مباشرة وأقل كمفاهيم... مع إزالة أو تقليل المنبهات المعرفية وزيادة الوعي والتأمل بشكل عام وبالتالي يمكن أن تؤثر على جودة (دقة) وكمية (اكتشافات) الإدراك». يشير براون إلى هذا باعتباره تفسيرًا محتملاً للظاهرة: «[المعدل الأعلى لاكتشاف وميض الضوء الفردي] يتضمن تهدئة بعض العمليات العقلية العليا التي تعيق عادةً إدراك الأحداث الدقيقة.» بعبارة أخرى، قد تقوم الممارسة مؤقتًا أو بشكل دائم بتغيير بعض عمليات المعالجة من أعلى إلى أسفل المتضمنة في تصفية الأحداث الدقيقة التي تعتبر عادةً ضوضاء بواسطة المرشحات الإدراكية.

### الذاكرة
يعزز التأمل سعة الذاكرة على وجه التحديد في الذاكرة العاملة ويزيد من الأداء التنفيذي من خلال مساعدة المشاركين على فهم أفضل لما يحدث للحظة. أظهر أولئك الذين يتأملون بانتظام القدرة على معالجة وتمييز المعلومات المهمة عن الذاكرة العاملة بشكل أفضل وتخزينها في ذاكرة طويلة المدى بدقة أكبر من أولئك الذين لا يمارسون تقنيات التأمل. قد يكون التأمل قادرًا على زيادة كمية المعلومات التي يمكن الاحتفاظ بها في الذاكرة العاملة وبذلك يكون قادرًا على تحسين درجات معدل الذكاء وزيادة الذكاء الفردي. تبين أن عملية التشفير لكل من المعلومات الصوتية والمرئية تكون أكثر دقة وتفصيلاً عند استخدام التأمل. على الرغم من وجود دراسات محدودة حول تأثيرات التأمل على الذاكرة طويلة المدى بسبب قدرة التأمل على زيادة وعي الانتباه، يُعتقد أن الذاكرة العرضية طويلة المدى أكثر وضوحًا ودقة بالنسبة لأولئك الذين يتأملون بانتظام. أظهر التأمل أيضًا أنه يقلل من شكاوى الذاكرة من أولئك الذين يعانون من مرض الزهايمر مما يشير أيضًا إلى الفوائد التي يمكن أن يكون للتأمل أن يكون لها على الذاكرة العرضية طويلة المدى المرتبطة بمرض الزهايمر.

### الهدوء والاسترخاء
وفقًا لمقال في المجلة النفسية، يتباطأ نشاط مخطط كهربية الدماغ نتيجة للتأمل. كتبت معاهد الصحة الوطنية (NIH)، «يُعتقد أن بعض أنواع التأمل قد تعمل عن طريق تقليل النشاط في الجهاز العصبي الودي وزيادة نشاط الجهاز العصبي اللاودي،»[اقتباس من غير مصدر] أو ما يعادله، أن التأمل ينتج عنه انخفاض في الإثارة وزيادة في الاسترخاء.[بحاجة لمصدر]
أفاد هربرت بنسون، مؤسس معهد العقل والجسد الطبي، التابع لجامعة هارفارد والعديد من مستشفيات بوسطن، أن التأمل يحفز مجموعة من التغييرات الكيميائية الحيوية والجسدية في الجسم يشار إليها مجتمعة باسم «استجابة الاسترخاء». تتضمن استجابة الاسترخاء تغييرات في التمثيل الغذائي ومعدل ضربات القلب والتنفس وضغط الدم وكيمياء الدماغ. أجرى بنسون وفريقه أيضًا دراسات سريرية في الأديرة البوذية في جبال الهيمالايا. كما وقام بنسون بكتابة كتاب (استجابة الاسترخاء لتوثيق فوائد التأمل)، والتي لم تكن معروفة على نطاق واسع في عام 1975.

### الآثار على التنبيه والإثارة
على الرغم من أن التوصيف الحديث الأكثر شيوعًا للتأمل البوذي هو أسلوب «الاسترخاء»، إلا أن الدراسات العلمية والمصادر النصية البوذية تثبت تأثيرات التأمل على الإثارة أو الاستيقاظ. التأملات التي تهدف إلى تحسين المهارات المعرفية الفوقية والتعاطف (مثل التأمل المحب واللطف) ترتبط بالاستثارة الفسيولوجية، مقارنة بالتأمل التنفسي. وتعرف تيرافادا (أي فيباسانا) بأنماط التأمل التي تحفز استجابات الاسترخاء، بينما تحفز أنماط التأمل فاجرايانا استجابات الإثارة. يتيح تدريب التأمل قصير المدى التنشيط الطوعي للجهاز العصبي الودي (SNS) مما يؤدي إلى إطلاق الإبينفرين. عندما يتم تنشيط الجهاز العصبي الودي، يتحول جسم الإنسان إلى وضع «القتال أو الهروب»، بينما يطلق على الجهاز العصبي المحيطي وضع «الراحة والهضم». على سبيل المثال، عندما يتم تنشيط الجهاز العصبي الودي، سيتم زيادة معدل ضربات القلب وضغط الدم والتنفس، وسيتم إنتاج الكاتيكولامينات، بينما تقل تقلبات معدل ضربات القلب ومقاومة الجلد الجلفاني. لذلك، يبدو أن التأمل المريح يتوافق مع هيمنة الجهاز العصبي المحيطي، ويبدو أن إثارة التأمل يتوافق مع هيمنة الجهاز العصبي الودي.

### إبطاء الشيخوخة
الشيخوخة هي عملية يصاحبها انخفاض في وزن الدماغ وحجمه. يمكن تفسير هذه الظاهرة بالتغيرات الهيكلية في الدماغ، أي فقدان المادة الرمادية. أشارت بعض الدراسات التي أجريت على مدار العقد الماضي إلى أن التأمل عامل وقائي ضد ضمور الدماغ الطبيعي المرتبط بالعمر. ظهر أول دليل مباشر على هذا الارتباط من دراسة تبحث في التغيرات في السُمك القشري للمتأملين. وجد الباحثون أن ممارسة التأمل المنتظمة كانت قادرة على تقليل ترقق القشرة الأمامية المرتبط بالعمر، على الرغم من أن هذه النتائج اقتصرت على مناطق معينة من الدماغ. نظرت دراسة مماثلة في مزيد من التوسع في هذه النتيجة من خلال تضمين مكون سلوكي. تماشياً مع الدراسة السابقة، لم يُظهر المتأملون العلاقة السلبية المتوقعة بين حجم المادة الرمادية والعمر. بالإضافة إلى ذلك، كانت نتائج المتأملين في الاختبار السلوكي، لقياس أداء الانتباه، قابلة للمقارنة في جميع الفئات العمرية. هذا يعني أن التأمل يمكن أن يحمي من فقدان المادة الرمادية المرتبط بالعمر والتدهور المعرفي المرتبط بالعمر. منذ ذلك الحين، دعمت المزيد من الأبحاث فكرة أن التأمل يعمل كعامل وقائي للأعصاب يبطئ ضمور الدماغ المرتبط بالعمر. ومع ذلك، كانت جميع الدراسات مقطعية في التصميم. إضافة إلى ذلك، فإن هذه النتائج تصف فقط الارتباطات ولا تقدم استنتاجات سببية. قد يساعد العمل الإضافي باستخدام التصميمات الطولية والتجريبية في ترسيخ الرابط السببي بين التأمل وفقدان المادة الرمادية. نظرًا لأن القليل من الدراسات قد بحثت في هذا الارتباط المباشر، مهما كانت ثاقبة، لا توجد أدلة كافية للحصول على إجابة قاطعة.
تم إجراء بحث أيضًا على المحددات المرنة لشيخوخة الخلايا في محاولة لفهم طول عمر الإنسان. صرح الباحثون، «لقد راجعنا البيانات التي تربط بين إثارة التوتر والإجهاد التأكسدي وقصر التيلومير. يبدو أن الممارسات التأملية تعمل على تحسين توازن الغدد الصماء تجاه الإثارة الإيجابية (ارتفاع هرمون السعادة DHEA، وانخفاض الكورتيزول) وتقليل الإجهاد التأكسدي. وبالتالي، قد تعزز ممارسات التأمل طول عمر الخلية الانقسامية من خلال تقليل هرمونات التوتر والإجهاد التأكسدي وزيادة الهرمونات التي قد تحمي التيلومير.»

### السعادة والرفاهية العاطفية
أظهرت الدراسات أن المتأملين يتمتعون بسعادة أعلى من المجموعات الضابطة، على الرغم من أن هذا قد يكون بسبب عوامل غير محددة مثل تمتع المتأملين برعاية ذاتية عامة أفضل.
تم العثور على علاقات إيجابية بين حجم المادة الرمادية في منطقة الطليعة اليمنى من الدماغ وكلا من التأمل ومصدر السعادة. وجدت دراسة حديثة أن المشاركين الذين شاركوا في تأمل بفحص الجسم لمدة 20 دقيقة أقروا بأنفسهم عن مستويات أعلى من السعادة وانخفاض في القلق مقارنة بالمشاركين الذين استراحوا للتو خلال فترة زمنية مدتها 20 دقيقة. تشير هذه النتائج إلى أن زيادة وعي المرء بجسده من خلال التأمل يؤدي إلى حالة من الإيثار والشعور بالارتباط. تؤدي هذه النتيجة بعد ذلك إلى تقارير عن المشاعر الإيجابية.
تعرض تقنية تُعرف باسم تقليل الضغط القائم على العقلانية أو الحد من الإجهاد القائم على اليقظة فوائد كبيرة للصحة العقلية وسلوكيات التأقلم. أبلغ المشاركون الذين ليس لديهم خبرة سابقة مع برنامج الحد من الإجهاد القائم على اليقظة عن زيادة ملحوظة في السعادة بعد ثمانية أسابيع من ممارسة برنامج الحد من الإجهاد القائم على اليقظة. التركيز على اللحظة الحالية وزيادة الوعي بأفكار المرء يمكن أن يساعد في مراقبة وتقليل الحكم أو الأفكار السلبية، مما يتسبب في تقرير عن رفاهية عاطفية أعلى. تم وصف برنامج الحد من الإجهاد القائم على اليقظة والأدلة على فعاليته في كتاب جون كبات زين (حياة الكارثة الكاملة).

### الآثار السلبية المحتملة وحدود التأمل
تم الإبلاغ عن آثار ضارة، وقد تكون في بعض الحالات نتيجة «الاستخدام غير السليم للتأمل». تنصح المعاهد الوطنية لصحة المتأملين المحتملين «بالسؤال عن تدريب وخبرة مدرب التأمل... [هم] يفكرون فيه.»
كما هو الحال مع أي ممارسة، يمكن أيضًا استخدام التأمل لتجنب مواجهة المشاكل المستمرة أو الأزمات الناشئة في حياة المتأمل. في مثل هذه المواقف، قد يكون من المفيد بدلاً من ذلك تطبيق المواقف الواعية المكتسبة في التأمل أثناء الانخراط بنشاط في المشكلات الحالية. وفقًا للمعاهد الوطنية للصحة، لا ينبغي استخدام التأمل كبديل للرعاية الصحية التقليدية أو كسبب لتأجيل زيارة الطبيب.

### ألم
أظهر التأمل أنه يقلل من إدراك الألم. خضع تدخل يُعرف باسم إدارة الألم القائمة على اليقظة (MBPM) لمجموعة من الدراسات التي تثبت فعاليته.

## صعوبات في الدراسة العلمية للتأمل

### نقاط الضعف في تاريخ التأمل وبحوث اليقظة

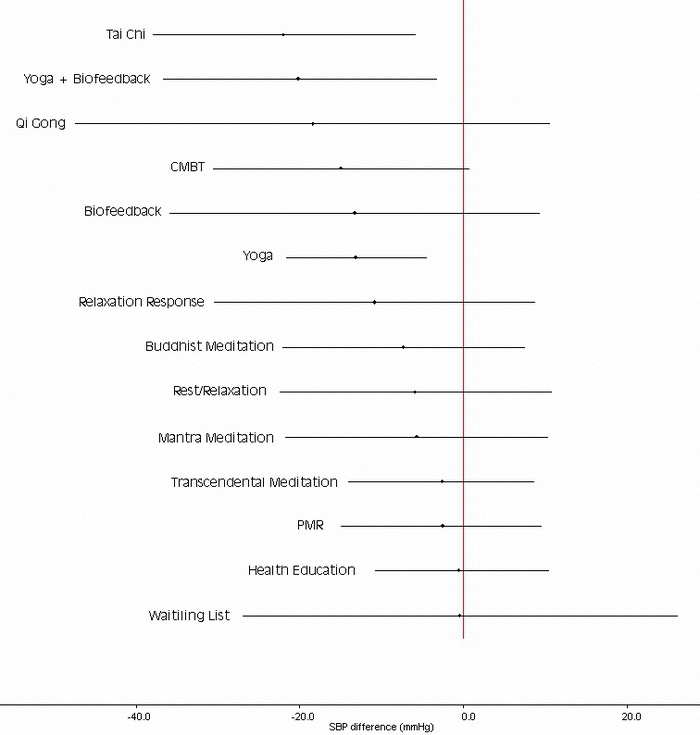
مقارنة بين تأثير تقنيات التأمل المختلفة على ضغط الدم

في يونيو 2007، نشر المركز الوطني للولايات المتحدة للصحة التكميلية والتكاملية (NCCIH) تحليلًا تلويًا مستقلًا وخاضعًا لاستعراض الأقران لحالة أبحاث التأمل، أجراه باحثون في مركز الممارسة المستندة إلى الأدلة بجامعة ألبرتا. استعرض التقرير 813 دراسة شملت خمس فئات واسعة من التأمل: تأمل المانترا، تأمل اليقظة، اليوجا، تاي تشي، وكيجونغ، وشمل جميع الدراسات على البالغين حتى سبتمبر 2005، مع التركيز بشكل خاص على الأبحاث المتعلقة بارتفاع ضغط الدم وأمراض القلب والأوعية الدموية، وتعاطي المخدرات. وخلص التقرير إلى:
لاحظت أنه لا يوجد تفسير نظري للتأثيرات الصحية من التأمل المشتركة لجميع تقنيات التأمل.
ذكرت نسخة من هذا التقرير نُشرت لاحقًا في مجلة الطب البديل والتكميلي في عام 2008: «تتميز معظم التجارب السريرية على ممارسات التأمل عمومًا بجودة منهجية رديئة مع تهديدات كبيرة للصلاحية في كل مجال جودة رئيسي تم تقييمه». كان هذا على الرغم من زيادة ذات دلالة إحصائية في جودة جميع أبحاث التأمل التي تمت مراجعتها، بشكل عام، بمرور الوقت بين عامي 1956 و2005. من بين 400 دراسة سريرية، وجد أن 10% كانت ذات نوعية جيدة. تم إجراء دعوة لدراسة صارمة للتأمل. لاحظ هؤلاء المؤلفون أيضًا أن هذه النتيجة ليست فريدة في مجال أبحاث التأمل وأن جودة التقارير هي مشكلة متكررة في مجالات أخرى من أبحاث الطب التكميلي والبديل (CAM) ومجالات أبحاث العلاج ذات الصلة.
من بين أكثر من 3000 دراسة علمية تم العثور عليها في بحث شامل لـ17 قاعدة بيانات ذات صلة، كان حوالي 4% فقط لديهم تجارب معشاة ذات شواهد (RCTs)، والتي تم تصميمها لاستبعاد تأثير الدواء الوهمي.
في التحليل الشامل لعام 2013، جادل أواسثي بأن التأمل محدد بشكل سيئ وعلى الرغم من الدراسات البحثية التي تظهر فعالية سريرية، فإن الآليات الدقيقة للعمل لا تزال غير واضحة. كان تعليق عام 2017 مختلطًا بالمثل، مع مخاوف بما في ذلك الخصائص المحددة للأفراد الذين يميلون إلى المشاركة في أبحاث اليقظة والتأمل.

### موضع التصريحات
قام بيان صدر عام 2013 عن جمعية القلب الأمريكية (AHA) بتقييم الأدلة على فعالية TM كعلاج لارتفاع ضغط الدم على أنه «غير معروف/ غير واضح/ غير مؤكد أو غير مثبت جيدًا»، وذكر: «بسبب العديد من الدراسات السلبية أو النتائج المختلطة وقلة التجارب المتاحة... لا ينصح باستخدام تقنيات التأمل الأخرى في الممارسة السريرية لخفض ضغط الدم في هذا الوقت.» وفقًا لـ AHA، في حين أن هناك نتائج واعدة حول تأثير التأمل في خفض ضغط الدم وإدارة الأرق والاكتئاب والقلق، فإنه ليس بديلاً عن تغييرات نمط الحياة الصحية وليس بديلاً عن الأدوية الفعالة.

### العقبات المنهجية
يشمل مصطلح التأمل مجموعة واسعة من الممارسات والتدخلات المتجذرة في التقاليد المختلفة، لكن الأدبيات البحثية فشلت أحيانًا في تحديد طبيعة ممارسة (ممارسات) التأمل المعينة التي تتم دراستها بشكل مناسب. قد تؤدي الأشكال المختلفة لممارسة التأمل إلى نتائج
مختلفة اعتمادًا على العوامل التي تتم دراستها.

إن وجود عدد من العوامل المتداخلة بما في ذلك تأثيرات التأمل والتوجه النظري لكيفية تدريس ممارسات التأمل والخلفية الثقافية للمتأملين وتأثيرات المجموعة العامة يعقد مهمة عزل تأثيرات التأمل: